# بیا بیرون و بازی کن
بیا بیرون و بازی کن (به انگلیسی: Come Out and Play) d یک آهنگ اثر خواننده و ترانه‌سرای آمریکایی بیلی آیلیش است. این آهنگ در ۲۰ نوامبر ۲۰۱۸ توسط دارک‌روم و اینتراسکوپ رکوردز منتشر شد. این آهنگ توسط بیلی ایلیش و برادرش فینیاس اوکانل نوشته شده‌است و فینیاس تهیه‌کننده آن نیز هست. از این آهنگ در یکی از تبلیغات اپل استفاده شد.

## پیش‌زمینه و انتشار
شرکت اپل نسخه اولیه یکی از آگهی‌های خود با عنوان «تعطیلات - هدیه‌های خود را به اشتراک بگذارید» را برای آیلیش و برادرش فرستاد و آن‌ها با توجه به این آگهی متن این ترانه را نوشتند. آیلیش و برادرش این آهنگ را در خانه پدر و مادر خود ضبط کردند. این آهنگ پیش نمایش رادیویی Beats 1 Zane Lowe است.